# Canton de Saint-Georges-de-l'Oyapock
Le canton de Saint-Georges-de-l'Oyapock est une ancienne division administrative française, située dans le département de la Guyane, dans l'arrondissement de Cayenne.

## Présentation
| Nom                       | Code Insee | Intercommunalité     | Superficie (km2) | Population (dernière pop. légale) | Densité (hab./km2) |
| ------------------------- | ---------- | -------------------- | ---------------- | --------------------------------- | ------------------ |
| Saint-Georges (chef-lieu) | 97308      | CC de l'Est guyanais | 2 320,00         | 3 960 (2014)                      | 1,7                |
| Camopi                    | 97356      | CC de l'Est guyanais | 10 030,00        | 1 751 (2014)                      | 0,17               |
| Ouanary                   | 97314      | CC de l'Est guyanais | 1 080,00         | 147 (2014)                        | 0,14               |

## Administration
| Période | Période | Identité            | Étiquette | Qualité                                                                          |
| ------- | ------- | ------------------- | --------- | -------------------------------------------------------------------------------- |
| 1955    | 1967    | Henry Plénet        | DVD       | Président du conseil général (1964-1967)                                         |
| 1967    | 1979    | Yves Claire         | DVD       |                                                                                  |
| 1979    | 1992    | Guy Massel          | RPR       |                                                                                  |
| 1992    | 1998    | Georges Elfort      | DVG       | Vice-président du conseil général (1992-1998) Maire de Saint-Georges (1994-2008) |
| 1998    | 2004    | Louis-Roland Bierge | DVD       | Adjoint au maire de Saint-Georges                                                |
| 2004    | 2011    | René-Amédée Gustave | PSG       | Vice-président du conseil général                                                |
| 2011    | 2015    | Louis-Roland Bierge | UMP       |                                                                                  |

## Vidéographie
- Oyapock, film ocumentaire (2012) de 53 minutes, tourné durant plus d'un an en immersion auprès des habitants des villes frontalières